# گیدو آبائیان
گیدو آبائیان (اسپانیایی: Guido Ezequiel Abayián‎؛ زادهٔ ۲۴ ژوئن ۱۹۸۹ در نئوکن) بازیکن فوتبال در پست مهاجم ارمنی‌تبار اهل آرژانتین است.

## باشگاهی
از باشگاه‌هایی که در آن بازی کرده‌است می‌توان به باشگاه فوتبال بنفیکا، باشگاه فوتبال جیمناسیا لاپلاتا اشاره کرد.